# TalkOrigins Archive
TalkOrigins Archive - це вебсайт що публікує погляди мейнстрімної науки на заперечення еволюції  молодоземельними, староземельними креаціоністами, та прихильниками теорії "розумного задуму" . Секціями про еволюцію, креаціонізм, геологію, астрономію та антропогенез, сайт дає широке висвітлення еволюційної біології та соціополітичного руху противників ідеї еволюції.

## Зноски
1. ↑  Alexa.com — 1996.